# فارغ‌التحصیل (فیلم)
فارغ‌التحصیل (به انگلیسی: The Graduate) فیلمی است در ژانر درام کمدی عاشقانه ساختهٔ مایک نیکولز در سال ۱۹۶۷. فیلمنامهٔ این فیلم را کالدر ویلینگهام و باک هنری بر اساس رمانی به همین نام نوشتهٔ چارلز وب نوشته‌اند. نقش‌های اصلی فیلم را آن بنکرافت و داستین هافمن بازی می‌کنند. داستان فیلم دربارهٔ بنجامین براداک (با بازی هافمن) است که به تازگی از دانشگاه فارغ‌التحصیل شده و اسیر وسوسهٔ زنی مسن‌تر از خود، خانم رابینسون، (بنکرافت) می‌شود و در نهایت به دختر او الاین (با بازی کاترین راس) دل می‌بندد. نیکولز بیش از هر چیز بر روابط و مناسبات تغییر یافته خانوادگی در آمریکای نو تاکید می کند. 
این فیلم در فهرست ۱۰۰ فیلم برتر بنیاد فیلم آمریکا (بفا) که در سال ۱۹۹۸ منتشر شد، در رتبهٔ هفتم قرار گرفت. در سال ۲۰۰۸ این فیلم در فهرست بفا به رتبهٔ هفدهم تنزل کرد.
فارغ‌التحصیل همچنین در فهرست پرفروش‌ترین فیلم‌های تاریخ سینمای آمریکا (تعدیل شده بر اساس تفاوت قیمت بلیط) در جایگاه ۲۱ام قرار دارد.
فارغ‌التحصیل دومین فیلم داستین هافمن و اولین نقش مهم او در سینماست.

## داستان فیلم
بنجامین براداک، جوانی گوشه‌گیر و خجالتی‌ست که به تازگی درسش را تمام کرده و به زادگاهش، لس‌آنجلس، بازمی‌گردد. او که تازه قدم به دنیای بزرگسالی گذاشته، می‌کوشد زندگی شریف و آبرومندی بر اساس راه و رسم طبقه متوسط و الگوی زندگی پدر و مادرش برای خود دست و پا کند، اما در می‌یابد که احساس متناقضی نسبت به ارزش‌های طبقهٔ متوسط رو به بالا دارد و از برخورد اطرافیانش دلزده و گریزان است.
خانم رابینسون، همسر شریک تجاری پدرش، به بنجامین نزدیک می‌شود و با او طرح دوستی می‌ریزد. بنجامین وارد رابطه‌ای ناخواسته و پیچیده با خانم رابینسون می‌شود. پدر بنجامین و آقای رابینسون بی‌خبر از ماجرا، مایلند بنجامین با دختر رابینسون، الاین، ازدواج کند و قرار دوستانه‌ای میان بنجامین و الاین ترتیب می‌دهند. بنجامین تلاش می‌کند با رفتار خشن و بی‌ملاحظه‌اش الاین را از خود براند. الاین می‌رنجد و به گریه می‌افتد. در نهایت بنجامین به او توضیح می‌دهد تحت فشار پدرش و پدر الاین تن به این آشنایی داده‌است. بنجامین و الاین درمی‌یابند نقاط مشترکی دارند و دوستی‌ای میانشان شکل می‌گیرد. خانم رابینسون که از دوستی بنجامین و الاین خشمگین شده‌است، بنجامین را تهدید می‌کند که رابطه‌شان را برای الاین فاش کند. بنجامین تمام ماجرا را پیش الاین اعتراف می‌کند و الاین، دل‌شکسته، او را ترک می‌کند.
الاین در دانشگاه با پسر جوانی به نام کارل آشنا می‌شود. بنجامین که حالا کاملاً به الاین دل باخته‌است سراغ او می‌رود تا رابطه‌اش با کارل را به هم بزند، اما الاین به او خبر می‌دهد که پدرش مصمم است که او با کارل ازدواج کند و او نیز تصمیم پدر را پذیرفته‌است.
آقای رابینسون از موضوع رابطهٔ بنجامین و همسرش با خبر می‌شود و سراغ بنجامین می‌رود و با او درگیر می‌شود. در نهایت بنجامین را تهدید می‌کند و از او می‌خواهد به دخترش نزدیک نشود. بنجامین به خانه رابینسون‌ها می‌رود، اما تنها خانم رابینسون آنجاست که به او می‌گوید راهی برای برهم زدن این ازدواج وجود ندارد.
در نهایت در روز عروسی الاین و کارل، بنجامین خودش را به کلیسا می‌رساند. الاین به سمت او می‌شتابد و هر دو از مراسم فرار می‌کنند. در تصویر آخر فیلم، الاین و بنجامین را از پشت پنجرهٔ اتوبوس می‌بینیم که دور می‌شوند.

## جوایز و افتخارات
فارغ‌التحصیل در سال ۱۹۶۷ نامزد دریافت ۷ جایزهٔ اسکار بهترین فیلم، بهترین بازیگر مرد (داستین هافمن)، بهترین بازیگر زن (آن بنکرافت)، بهترین بازیگر نقش مکمل زن (کاترین راس)، بهترین فیلمنامهٔ اقتباسی و بهترین فیلمبرداری شد و جایزهٔ اسکار بهترین کارگردانی (نیکولز) را به دست آورد.

## نمایش در ایران
این فیلم در ایران با عنوان "گراجوئت" برای نخستین بار در تهران در سینما امپایر (استقلال) اکران شد و تماشای آن برای اشخاص کمتر از ۱۸ سال ممنوع شده بود. نمایش نخست آن با فروش خیلی خوب ۷ هفته طول کشید و این فیلم بار دیگر در تراس (سالن تابستانی) امپایر به مدت چند هفته نمایش داده شد.

## اقتباس‌ها
در اوایل آوریل سال ۲۰۰۲، نسخهٔ تئاتری این اثر با بازی کاتلین ترنر در نقش خانم رابینسون و جیسون بیگز در نقش بنجامین براداک و آلیشیا سیلور استون در نقش الین، ابتدا در تئاتر گیلگاد لندن و سپس در تئاتر برادوی به روی صحنه رفت.